# Ferdinand Slock
Ferdinand (Fer) Slock (Sas van Gent, 16 juli 1910 – 31 augustus 1986) was een Nederlands kunstschilder en tekenaar. 

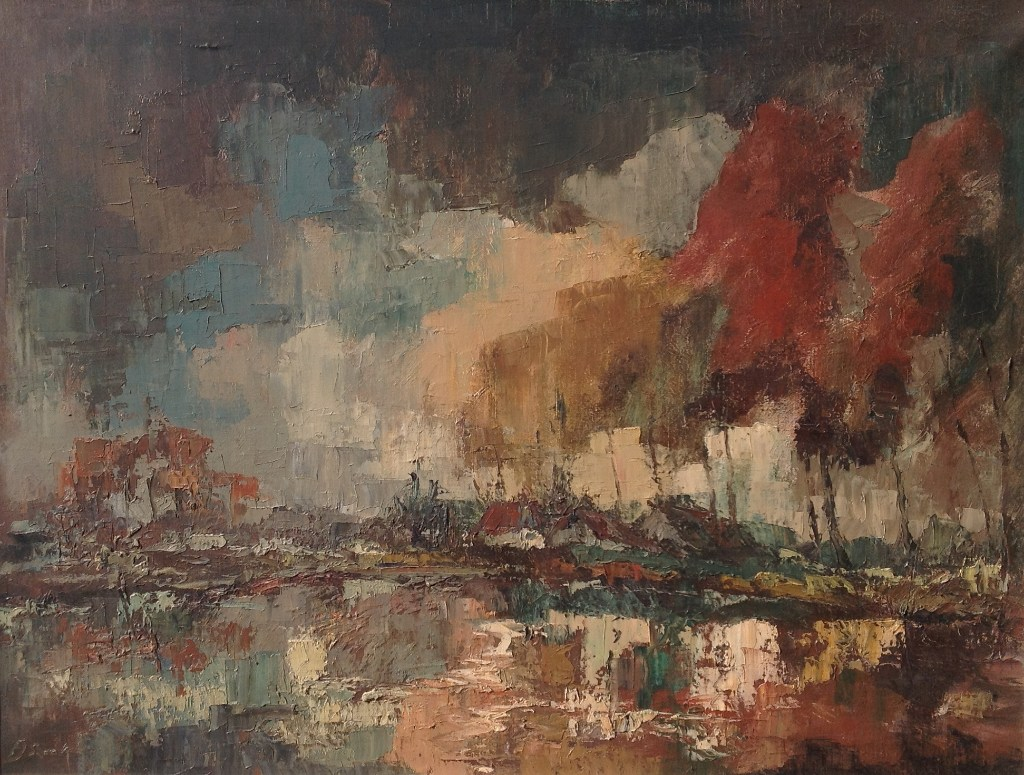
Landschap bij Kloosterzande 1975

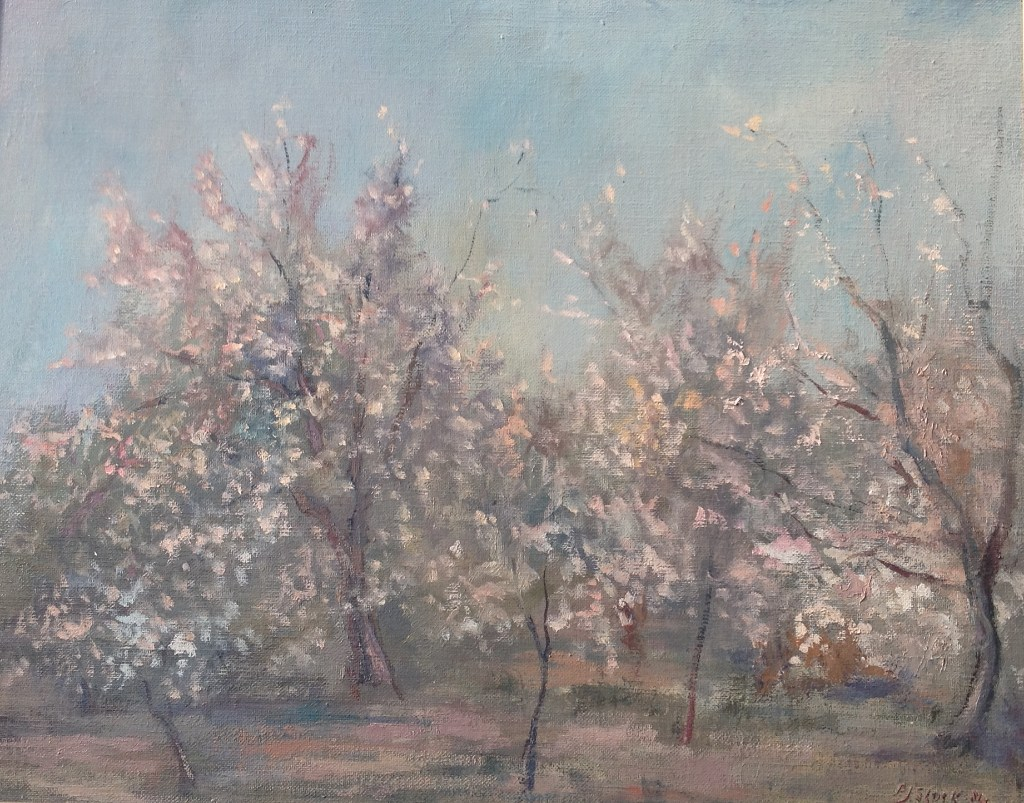
Bloeiende boomgaard 1972

Vanaf 1936 tot 1986 woont en werkt hij in Westdorpe. Ferdinand Slock was lid van de Sasse Kunstkring. In 1934 ontving hij de prijs voor Hoogere Dekoratieve kunstschilderschool Gent. Hij is de vader van beeldhouwer Ben Slock en de grootvader van kunstschilder Iris Slock.

## Stijlkenmerken
Zijn stijl is impressionistisch, neigend naar het expressionisme. Hij ontwikkelde een eigen beeldtaal die zich uitte in voornamelijk kleurrijke Zeeuwse landschappen in olieverf met paletmes. Zijn werk bestaat vooral uit schilderijen (olieverf) en tekeningen.

## Onderwerpen
Onderwerpen zijn landschappen, zeegezichten, stillevens en portretten. Vooral het Vlaamse en Zeeuws-Vlaamse land, met zijn ruimte, zijn ruigte, zijn grote luchten, zijn boompartijen die spiegelen in het water van de prachtige kreken, de dorpen en boerderijen hebben zijn belangstelling. Tijdens de studie in St. Niklaas begon hij zich ook voor de menselijke figuur te interesseren.

## Opleidingen
Als twintiger woonde hij enkele jaren in Gent, tekende daar bij de architect E.Callebout, had contacten met de Latemse School en volgde van 1929 tot 1934  de Hoogere Dekoratieve Kunstschilderschool in Gent met Oscar d' Hooge en De Caluwé als docent. Hij volgde ook privélessen bij Jos de Caluwé te Gent tot 1940. Nadien studeerde hij aan de Academie voor schone kunsten in Sint-Niklaas 1971-1982.

## Loopbaan
Heeft gedurende zijn hele leven veel getekend en geschilderd, doch aanvaardde een baan op de Sasse glasfabriek om in de levensbehoefte te voorzien voor hem en zijn gezin. Is vooral gaan tekenen en schilderen na zijn vervroegde pensionering. Sinds 1968 besteedde hij nagenoeg alle tijd aan schilderen. Het schilderen betekende voor hem leven. Zijn gedrevenheid blijkt ook uit de vele wegen van opleiding die hij voor zichzelf koos en uit zijn constant zoeken naar nieuwe uitdrukkingswijzen voor wat hij zeggen wilde.
Tijdens zijn werkzame leven werkte hij diverse keren in opdracht.

## Presentaties en exposities
Ferdinand Slock heeft zijn werk in Nederland en België tentoongesteld.
- Expositie in Raadhuiszolder, Naarden 14 t/m 29 augustus 1965.[2]
- In 1979 heeft Ferdinand een maquette gebouwd van Sas van Gent anno 1750.[3] Deze is nog steeds te bezichtigen in het stadhuis van Sas van Gent.
- 1980 Oorlogsgedenkboek[4] in Sasse stadhuis. Alle losse bladen 91 stuks zijn door Fer geschilderd. Zijn zoon Ben maakte het bronzen wapen voor de vitrinetafel. Op 4 mei staat dit boek centraal bij de dodenherdenking. Voor de plechtigheid worden de namen voorgelezen.
- 1981 Restaureerde de beelden van Jozef en Maria voor de rk kerk te Sas van Gent.[5]
- Expositie Galerie Express, Roosendaal april 1982.[6]
- Expositie Museum voor Zuid- en Noord Beveland, Goes 20 januari t/m 25 febr. 1984.[7][8]

Hij schilderde niet alleen, maar ontwierp carnavalswagens en maakte in de jaren 50 ook decors voor de toneelvereniging "De Ghesellen Van Den Schreijboom".